# Marcusenius abadii
Marcusenius abadii är en fiskart som först beskrevs av Boulenger, 1901.  Marcusenius abadii ingår i släktet Marcusenius och familjen Mormyridae. IUCN kategoriserar arten globalt som nära hotad. Inga underarter finns listade i Catalogue of Life.